# Le vie del Signore sono finite
Le vie del Signore sono finite è un film del 1987 scritto, diretto ed interpretato da Massimo Troisi e vincitore di un Nastro d'argento per la miglior sceneggiatura.

## Trama
La storia si svolge in epoca fascista. Camillo, un barbiere di Acquasalubre, soffre d'una malattia psicosomatica, di isteria da conversione: ha infatti perso l'uso delle gambe senza avere tuttavia alcuna lesione organica e il suo medico ne indica la causa nell'amore finito tra lui e Vittoria, una ragazza di origine francese da tempo residente in Italia.
Nel treno di ritorno da Lourdes, Camillo conosce Orlando, che è realmente paralitico. I due chiacchierano, e Camillo gli parla del suo medico, che gli fa anche da psicanalista il quale è seguace e ammiratore di un certo Sigmund Freud, che però non legge le sue lettere, perché cestinate da una cameriera che, memore della sconfitta dell'Austria nell'ancora recente prima guerra mondiale, ha in odio gli italiani.
Qualche giorno dopo, Camillo scopre che Vittoria s'è fidanzata con un altro, un francese di nome Bernard, ma lei non ha interrotto i rapporti con Camillo, dato che s'incontrano ancora. Dopo il loro incontro, Bernard lo scopre e litiga con Vittoria, poiché non sopporta che lei l'incontri ancora dopo essersi lasciati. Per la gioia d'un loro possibile riavvicinamento, Camillo guarisce e ritorna a camminare, ma decide di tacere della sua guarigione per non dare un dispiacere a Orlando e rovinare l'amicizia, rivelandolo solamente a Vittoria e al proprio fratello Leone, anche lui barbiere e anche lui anima in pena che, come ammetterà alla fine, esiste solo per accudire il fratello malato.
Per tentare di fare uscire Orlando dal suo profondo stato di solitudine, Camillo organizza con Vittoria un incontro in cui finge d'incontrare casualmente la ragazza, accompagnata dall'amica Anita che, secondo Camillo, s'avvicinerebbe ai gusti di Orlando, allo scopo di favorirne un'eventuale relazione. Anita si dichiara però fervente ammiratrice del Duce e abbandona disgustata la sala da tè dopo una battuta di Camillo su Mussolini. Orlando, inoltre, invece che d'Anita, s'innamora di Vittoria e lo rivela all'amico. Qualche giorno dopo, vedendolo per caso uscire dalla vasca da solo, Orlando scopre la guarigione di Camillo.
Il giorno dopo, Camillo si reca a Roma per brevettare due lozioni di sua invenzione, una contro la calvizie ed una contro il dolore, ma il gerarca fascista che presiede l’ufficio brevetti lo arringa, quasi con disprezzo, dicendo che secondo il duce (che era calvo!) la via della salvezza è “segnata dal dolore e dalla sofferenza”. Quindi Camillo ritorna deluso ed amareggiato al paese. Al suo ritorno verrà arrestato a causa della battuta rivolta ad Anita, che ha fatto la spia e ha mandato una spedizione punitiva. Rimarrà in carcere due anni, dove si riammalerà di nuovo. Uscirà grazie a Orlando, nel frattempo diventato un importante funzionario del partito. Orlando gli assicura che tra lui e Vittoria non c'è mai stato nulla al di là dell'amicizia, e che inoltre s'appresta a partire per un viaggio in Etiopia.
Al suo ritorno a casa, troverà una lettera di Vittoria contenente una fotografia in cui la ragazza indossa una paglietta, che Camillo riconosce come quella da lui regalata in precedenza a Orlando e si convince, anche per una maliziosa insinuazione da parte di Leone, che Orlando e Vittoria vivano insieme a Parigi. Una volta nella capitale transalpina, dopo averla trovata, scopre che le sue erano solo gelosie (Orlando aveva a sua volta regalato la paglietta a Vittoria prima del congedo definitivo) e i due possono finalmente ritornare insieme.

## Produzione
Il film è stato quasi interamente girato a Lucera. L'ambientazione però è nell'immaginario paese di Acquasalubre, che, almeno a giudicare dal dialetto dominante, sembrerebbe situato in Campania.
Di Lucera si riconosce Piazza del Duomo, che è la sede della maggior parte delle location. Alcune riprese furono fatte nel Subappennino Dauno.
Completano il film alcune ambientazioni alle terme di Salsomaggiore, Parigi e Roma, in particolare la stazione di Porta San Paolo, mentre nei teatri di posa De Paolis è stato ricostruito l'interno dei vagoni del treno della Croce Rossa in ritorno da Lourdes.

## Accoglienza

### Incassi
Al botteghino il film incassò 9660368000 £, cifra che lo pone al 6º posto nella classifica del box office italiano nel biennio 1987-1988.

## Colonna sonora
La colonna sonora è l'omonimo album Le vie del Signore sono finite pubblicato nel 1988, è composto da Pino Daniele.

### Tracce
1. Qualcosa arriverà
2. Promenade
3. Nustalgia
4. Qualcosa arriverà (strumentale)
5. Chez moi
6. Tarantarabe

## Edizioni home video
Il DVD di Le vie del Signore sono finite è uscito il 26 luglio 2005, prodotto dalla Cecchi Gori Home video. Esso contiene i seguenti contenuti speciali:
- Trailers
- Biografie degli attori

## Riconoscimenti
- 1988 - Ciak d'oro
  - Migliore attore non protagonista (Marco Messeri)[5]
- 1988 - Nastro d'argento
  - Migliore sceneggiatura